# ستيفن ويلكس
ستيفن ويلكس (بالإنجليزية: Stephen Wilkes)‏ هو مصور أمريكي، ولد في 1957.

## وصلات خارجية
- الموقع الرسمي